# Los Janos
Los Janos ist ein Ort im mexikanischen Bundesstaat Sonora. Los Janos, gelegen im Municipio Imuris, hatte beim Zensus 2010 434 Einwohner.
Los Janos wird von der Carretera Federal 15 tangiert und liegt zwischen Imuris und Cibuta, nahe Magdalena de Kino. Los Janos liegt auf 875 m ü. dem Meeresspiegel in der Zeitzone UTC-7.